# Biodiversiteitsverlies
Biodiversiteitsverlies treedt op wanneer planten- of diersoorten volledig van de aarde verdwijnen (uitsterven) of wanneer er een afname of verdwijning van soorten in een bepaald gebied plaatsvindt. Biodiversiteitsverlies betekent dat de biologische diversiteit in een bepaald gebied afneemt. De verandering kan van tijdelijk aard zijn of permanent. Er is sprake van tijdelijk verlies als de schade die tot het verlies heeft geleid, in de loop van de tijd omkeerbaar is, bijvoorbeeld door ecologisch herstel . Als dit niet mogelijk is, is de daling permanent. De oorzaak van het grootste deel van het verlies aan biodiversiteit is, over het algemeen, menselijke activiteiten die de planetaire grenzen te ver oprekken.    Tot deze activiteiten behoren onder meer de vernietiging van leefgebieden  (bijvoorbeeld ontbossing) en de intensivering van landgebruik (bijvoorbeeld monocultuurlandbouw). Andere probleemgebieden zijn lucht- en watervervuiling (inclusief nutriëntenvervuiling), overexploitatie, invasieve soorten en klimaatverandering.
Veel wetenschappers, en ook het Global Assessment Report on Biodiversity and Ecosystem Services, zeggen dat de belangrijkste reden voor het verlies aan biodiversiteit de groeiende menselijke bevolking is, omdat dit leidt tot menselijke overbevolking en buitensporige consumptie. Anderen zijn het daar niet mee eens en stellen dat het verlies van leefgebied vooral wordt veroorzaakt door "de groei van exportproducten" en dat de bevolkingsomvang nauwelijks invloed heeft op de totale consumptie. Belangrijker zijn de verschillen in welvaart tussen en binnen landen.

## Kwantificatie
Biodiversiteit kan worden gedefinieerd als de "het totaal van genen, soorten en ecosystemen van een regio". Om het biodiversiteitsverlies voor een bepaalde locatie te meten, meten wetenschappers de soortenrijkdom en zijn variatie in de loop van de tijd (tijdsreeksanalyse) in dat gebied. Het wordt meestal gemeten als het aantal gevonden individuen per voorbeeld. De verhouding van de overvloed van één soort tot één of meerdere andere soorten die in een ecosysteem leven, wordt relatieve overvloed van soorten genoemd. Beide indicatoren zijn relevant voor het berekenen van de biodiversiteit. Netto verlies in beperkte gebieden is vaak een onderwerp van discussie.

## Oorzaken

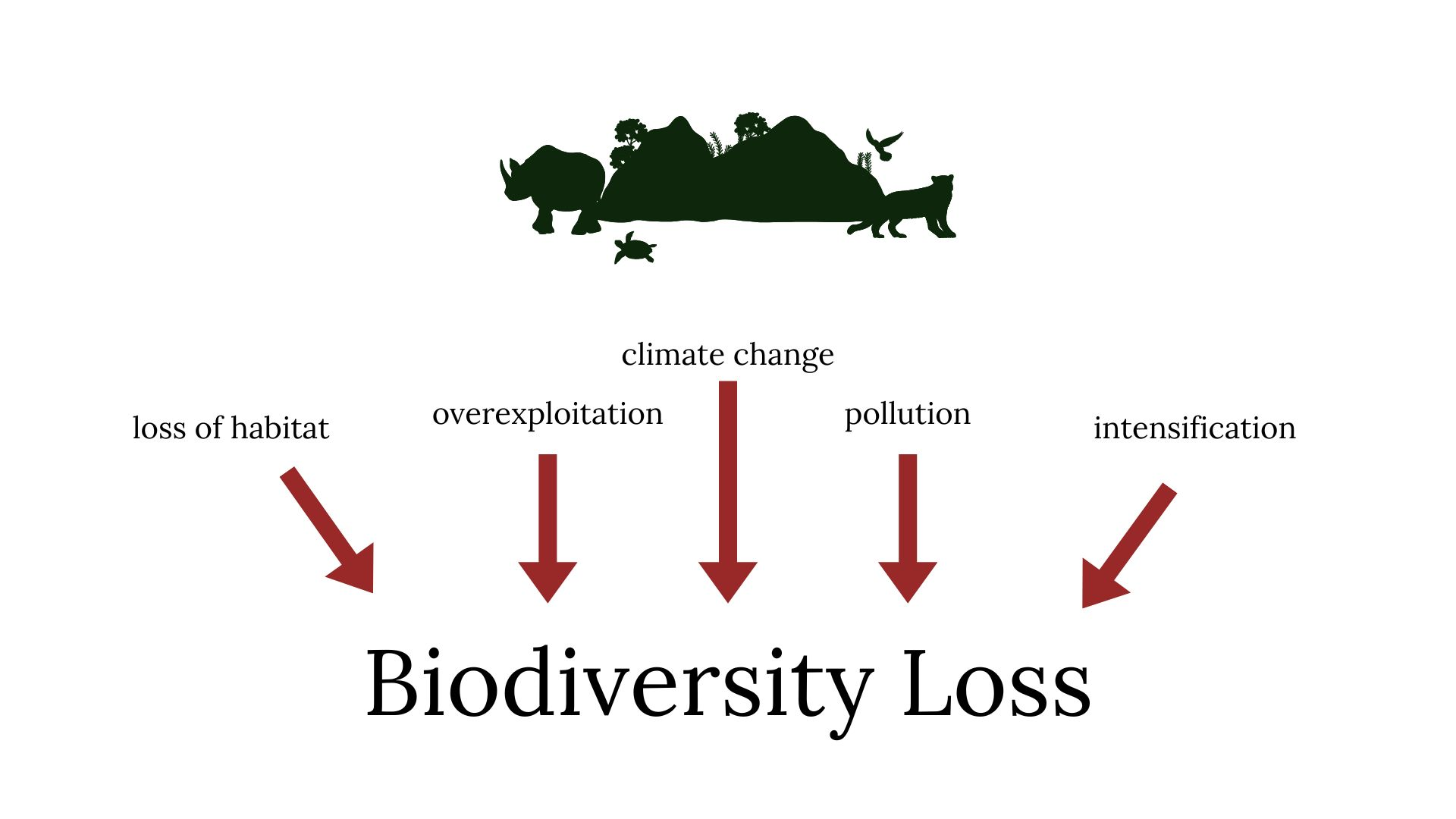
Oorzaken van biodiversiteitsverlies

De belangrijkste oorzaken van het huidige verlies aan biodiversiteit zijn:
1. Habitatverlies, fragmentatie en degradatie van leefgebieden; [4] bijvoorbeeld fragmentatie van leefgebieden voor commerciële en agrarische doeleinden (zoals monocultuurlandbouw) [5]
2. Intensivering van het landgebruik (en het daaruit voortvloeiende verlies van land/leefomgeving); een belangrijke factor in het verlies van ecologische diensten als gevolg van directe effecten, evenals het verlies van biodiversiteit [6]
3. Stoffenvervuiling en andere vormen van vervuiling (lucht- en watervervuiling)
4. Overexploitatie en niet-duurzaam gebruik (bijvoorbeeld overbevissing, overconsumptie en menselijke overbevolking)
5. Invasieve soorten die effectief concurreren om een ecologische niche, en daarbij inheemse soorten vervangen [7]
6. Klimaatverandering (zoals verhoogd uitstervingsrisico door klimaatverandering, effecten van klimaatverandering op de biodiversiteit van planten) [4]